# 쿤밍 퉈둥 스포츠 센터
쿤밍 투오동 스포츠 센터 스타디움(중국어: 昆明拓东体育场)은 중화인민공화국 쿤밍의 다목적 경기장이다. 현재 축구 경기에 주로 사용되고 있고, 전좌석 경기장으로 40,000명을 수용할 수 있다. 쿤밍 중심부에 위치하고 있으며 해발 고도는 1,891m이며 면적은 5.4ha이다.
쿤밍 투오동 스포츠 센터 스타디움의 기타 시설으로는 수영장, 탁구장 등이 있다. 모두 국제 표준을 준수하며 농구, 배구, 유도, 펜싱 및 무술을 위한 훈련 및 경기에 이상적이다.

## FIFAA매치 경기
| 날짜       | 홈             | 스코어 | 원정     | 매치 형식                               | 득점                 |
| ---------- | -------------- | ------ | -------- | --------------------------------------- | -------------------- |
| 2011-07-23 | 중화인민공화국 | 7–2    | 라오스   | 2014년 FIFA 월드컵 아시아 지역 2차 예선 |                      |
| 2011-09-02 | 중화인민공화국 | 2–1    | 싱가포르 | 2014년 FIFA 월드컵 아시아 지역 3차 예선 | 정즈, 위하이/ 주리치 |
| 2016-11-15 | 중화인민공화국 | 0–0    | 카타르   | 2018년 러시아 월드컵 아시아 최종 예선   |                      |